# Associação Cultural Esporte Clube Baraúnas
L'Associação Cultural Esporte Clube Baraúnas est un club brésilien de football basé à Mossoró dans l'État du Rio Grande do Norte.

## Palmarès
- Championnat de l'État du Rio Grande do Norte
  - Champion : 2006